# Pielomastax tridentata
Pielomastax tridentata is een rechtvleugelig insect uit de familie Episactidae. De wetenschappelijke naam van deze soort is voor het eerst geldig gepubliceerd in 1993 door Wang & Zheng.